# Llac Nègre
El llac Nègre és un llac glacial a 2.354 msnm d'altitud, al massís de Mercantour, al Departament francès dels Alps Marítims, a la regió de Provença-Alps-Costa Blava.